# Washingtonia robusta
La palma messicana (Washingtonia robusta H.Wendl.) è una palma nativa del nord-ovest del Messico.

## Descrizione
Così come la congenere Washingtonia filifera (palma californiana), essa è usata come albero ornamentale. A differenza dell'altra, Washingtonia robusta ha un tronco più sottile, una crescita più rapida, oltre ad un maggiore sviluppo in altezza e una minore resistenza al freddo (−7 °C).

## Galleria d'immagini

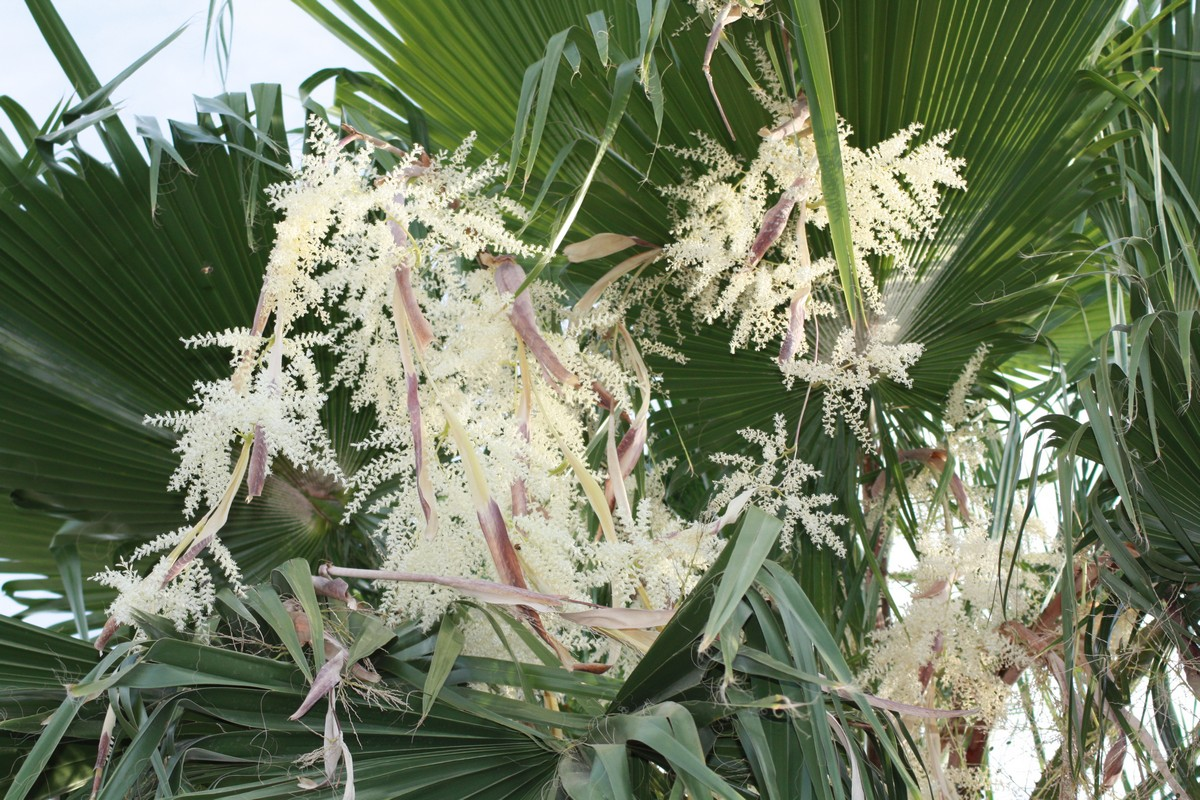
Inflorescenze
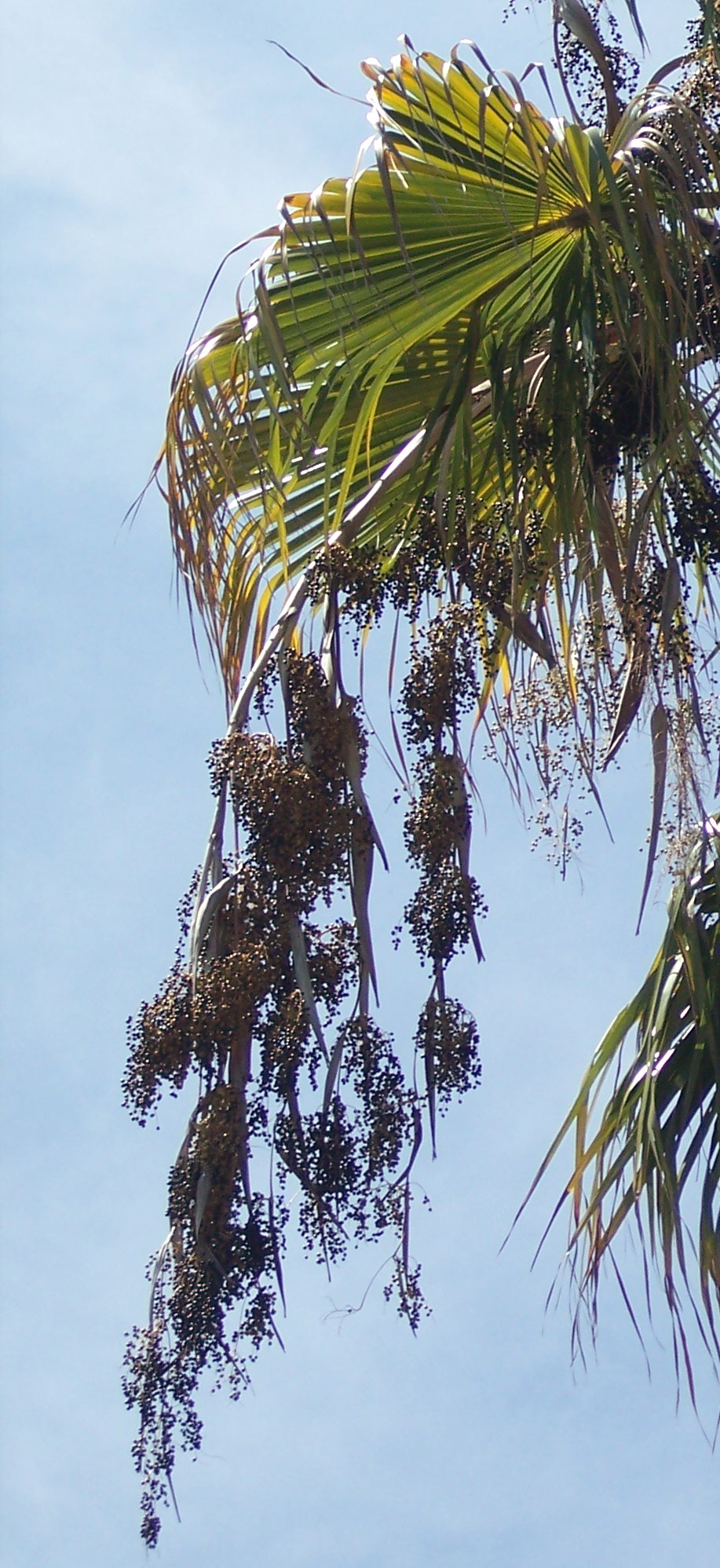
Infruttescenze
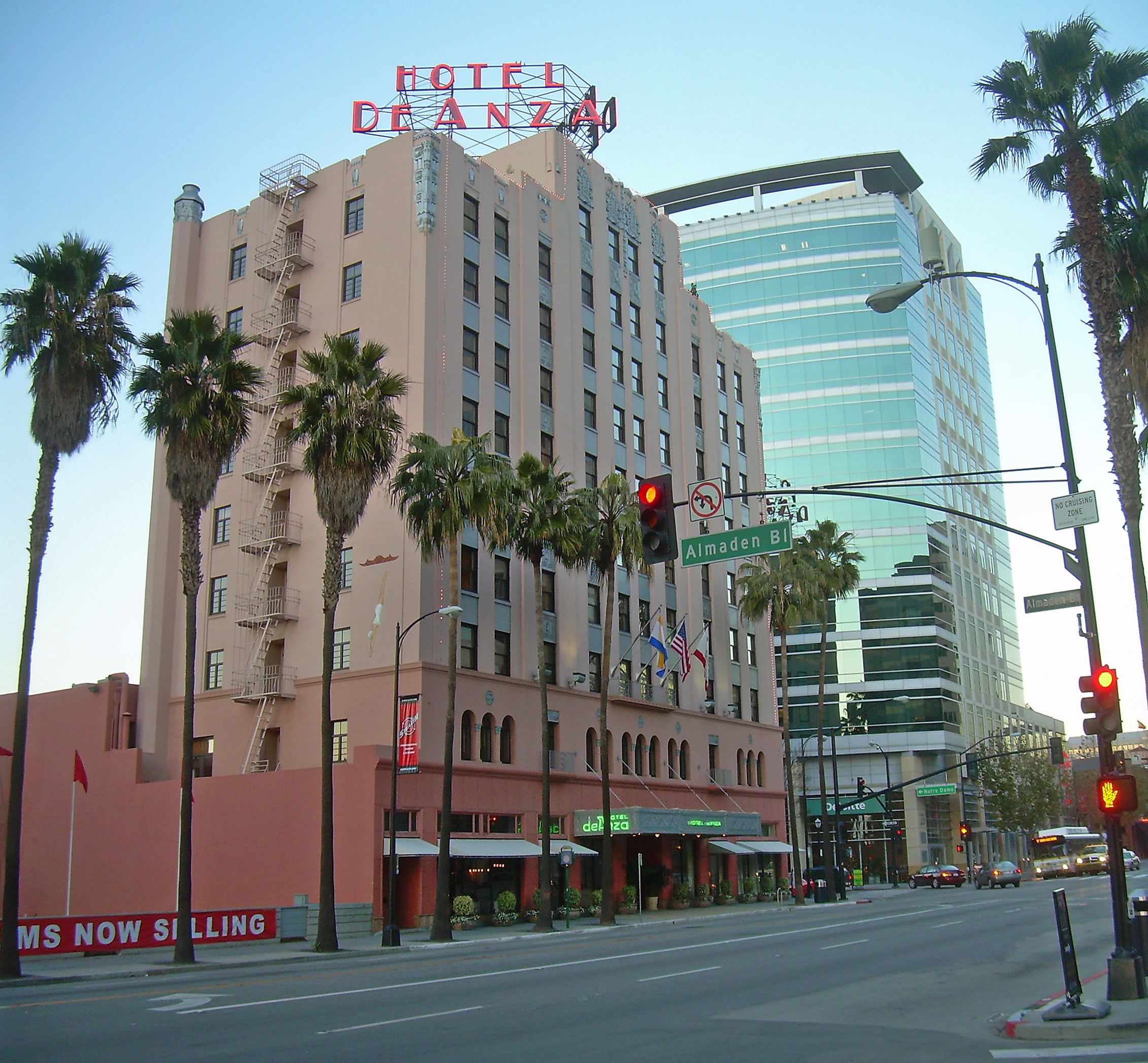
Le palme in un viale alberato a San Jose (California)